# Melton (Suffolk)
Melton liegt in der Grafschaft Suffolk im District East Suffolk und ist der Verwaltungssitz des Districts. Melton hat etwa 3700 Einwohner (Stand: 2011).

## Geographie
Melton liegt etwa anderthalb Kilometer nordöstlich von Woodbridge am River Deben. Der Bahnhof liegt an der East Suffolk Line, der Bahnstrecke Ipswich–Lowestoft.

## Geschichte
Im Domesday Book von 1086 wurde der Ort erwähnt. Die frühere Manufaktur der Loes and Wilford Hundred Incorporation von 1765 wurde 1826 in eine Irrenanstalt umgewandelt. 1916 wurde daraus ein Krankenhaus (St Audry's Hospital). Heute sind sämtliche Bauwerke in Wohnhäuser umgewandelt worden.

## Söhne und Töchter des Ortes
- Searles Valentine Wood (1798–1880), Paläontologe, hier begraben
- Edwin Lankester (1814–1874), Arzt und Naturforscher
- David Thomas Ansted (1814–1880), Geologe
- Hugh Stowell Scott (1862–1903), Romancier (Pseudonym: Henry Seton Merriman), hier gestorben

## Sehenswürdigkeiten
- Andreaskirche (St Andrew's Church)
- ehemaliges Krankenhausareal von St Audry's

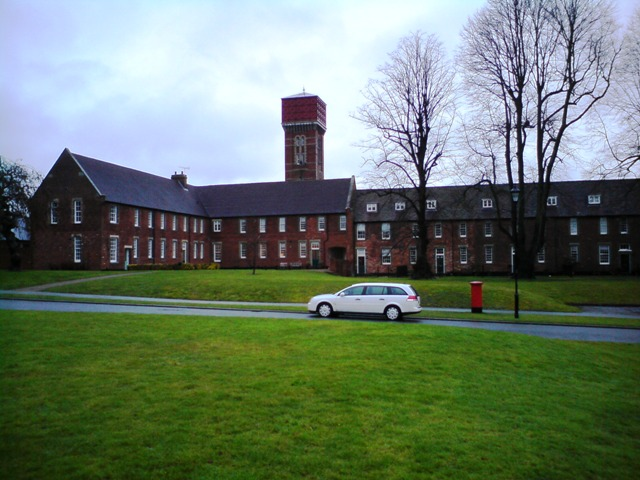
St Audry's Gebäude